# ペンバ南部州
ペンバ南部州（ペンバなんぶしゅう、Mkoa wa Pemba Kusini）は、タンザニア東部インド洋に浮かぶペンバ島の南部を占める州である。ペンバ島と南方のウングジャ島（ザンジバル島）を合わせた領域がザンジバル国家であった。ウングジャ島側とはザンジバル北部州と対峙する。人口176,753人（2002年）、州都はムコアニ（Mkoani）である。

## 隣接州
北部にペンバ北部州と接し、ペンバ海峡を挟んだ大陸側は、タンガ州である。

## 下位行政区画
- チャケ＝チャケ県（ドイツ語版） - 中心都市 チャケ＝チャケ
- ムコアニ県（ドイツ語版） - 中心都市 ムコアニ